# Анабель Медіна Гаррігес

А́на Ізабе́ль Меді́на Ґаррі́ґес (ісп. Ana Isabel Medina Garrigues, знана як Анабель Медіна, 11 липня 1982) — іспанська тенісистка, переможниця Відкритих чемпіонатів Франції 2008 та 2009 років, срібна медалістка Пекінської олімпіади в парному розряді разом із Вірхінією Руано Паскуаль.
Як більшість іспанських гравців Анабель Медіна вміло грає на ґрунтових кортах, виборюючи очки повільно, в довгих розіграшах. Втім, на відміну від інших іспанських гравців, її улюблене покриття — хард. В одиночному розряді Анабель підіймалася до 16 сходинки рейтингу WTA, в парному — до 3 позиції.
З травня 2017 року Медіна Гаррігес почала тренувати латвійську тенісистку Єлєну Остапенко і за місяць роботи привела її до перемоги у Відкритому чемпіонаті Франції.

## Історія виступів

### Одиночний розряд
| Турнір               | 2001 | 2002 | 2003 | 2004 | 2005 | 2006 | 2007 | 2008 | 2009 | 2010 | 2011 | 2012 | В-П   |
| -------------------- | ---- | ---- | ---- | ---- | ---- | ---- | ---- | ---- | ---- | ---- | ---- | ---- | ----- |
| Австралія            | 2к   | 4к   | 1к   | 3к   | 1к   | 1к   | 1к   | 2к   | 4к   | 1к   | 1к   | 3к   | -     |
| Франція              | 1к   | A    | A    | 2к   | 3к   | 3к   | 4к   | 3к   | 2к   | 2к   | 2к   | 3к   | 15-10 |
| Вімблдон             | 1к   | A    | A    | 1к   | 1к   | 3к   | 1к   | 3к   | 3к   | 1к   | 1к   | -    | 6-9   |
| США                  | 1к   | A    | A    | 2к   | 3к   | 1к   | 3к   | 2к   | 2к   | 1к   | 3к   | -    | 9-9   |
| Місце на кінець року | 66   | 116  | 71   | 39   | 34   | 27   | 35   | 22   | 28   | 73   | 27   |      |       |

## Фінали турнірів WTA

### Одиночний розряд: 18 (11 титулів, 7 поразок)
| Легенда                          |
| -------------------------------- |
| Турніри Великого шлему           |
| WTA Elite Trophy (0–1)           |
| Турніри WTA Premier              |
| Турніри WTA Premier (0–0)        |
| Турніри WTA International (11–6) |

| Фінали за покриттям |
| ------------------- |
| Тверде (1–5)        |
| Ґрунт (10–2)        |
| Трава (0–0)         |
| Килим (0–0)         |

| Результат | В-П | Дата     | Турнір                                                     | Категорія     | Покриття   | Опонент                 | Рахунок            |
| --------- | --- | -------- | ---------------------------------------------------------- | ------------- | ---------- | ----------------------- | ------------------ |
| Перемога  | 1.  | Лип 2001 | Internazionali Femminili di Tennis di Palermo, Італія      | Tier V        | Ґрунт      | Крістіна Торренс-Валеро | 6–4, 6–4           |
| Поразка   | 1.  | Січ 2002 | Hobart International, Австралія                            | Tier V        | Тверде     | Мартина Суха            | 6–7(7–9), 1–6      |
| Поразка   | 2.  | Лют 2003 | Copa Colsanitas Santander, Колумбія                        | Tier III      | Ґрунт      | Фабіола Сулуага         | 3–6, 2–6           |
| Перемога  | 2.  | Лип 2004 | Palermo Ladies Open (2)                                    | Tier V        | Ґрунт      | Флавія Пеннетта         | 6–4, 6–4           |
| Перемога  | 3.  | Тра 2005 | Internationaux de Strasbourg, Франція                      | Tier III      | Ґрунт      | Марта Домаховська       | 6–4, 6–3           |
| Перемога  | 4.  | Лип 2005 | Palermo Ladies Open (3)                                    | Tier IV       | Ґрунт      | Клара Коукалова         | 6–4, 6–0           |
| Перемога  | 5.  | Січ 2006 | Richard Luton Properties Canberra International, Австралія | Tier IV       | Тверде     | Чо Юн Чон (тенісистка)  | 6–4, 0–6, 6–4      |
| Перемога  | 6.  | Лип 2006 | Palermo Ladies Open (4)                                    | Tier III      | Ґрунт      | Татьяна Гарбін          | 6–4, 6–4           |
| Поразка   | 3.  | Жов 2006 | Guangzhou International Women's Open, КНР                  | Tier III      | Тверде     | Анна Чакветадзе         | 1–6, 4–6           |
| Перемога  | 7.  | Тра 2007 | Internationaux de Strasbourg (2)                           | Tier III      | Ґрунт      | Амелі Моресмо           | 6–4, 4–6, 6–4      |
| Поразка   | 4.  | Тра 2008 | Гран-прі принцеси Лалли Мер'єм                             | Tier IV       | Ґрунт      | Хісела Дулко            | 6–7(2–7), 6–7(5–7) |
| Перемога  | 8.  | Тра 2008 | Internationaux de Strasbourg (3)                           | Tier III      | Ґрунт      | Катарина Среботнік      | 4–6, 7–6(7–4), 6–0 |
| Поразка   | 5.  | Лип 2008 | Banka Koper Slovenia Open                                  | Tier IV       | Тверде     | Сара Еррані             | 3–6, 3–6           |
| Перемога  | 9.  | Тра 2009 | Марокко Open                                               | International | Ґрунт      | Катерина Макарова       | 6–0, 6–1           |
| Поразка   | 6.  | Вер 2009 | Hansol Korea Open Tennis Championships                     | International | Тверде     | Дате Кіміко             | 3–6, 3–6           |
| Перемога  | 10. | Кві 2011 | Estoril Open, Португалія                                   | International | Ґрунт      | Крістіна Барруа         | 6–1, 6–2           |
| Перемога  | 11. | Лип 2011 | Palermo Ladies Open (5)                                    | International | Ґрунт      | Полона Герцог           | 6–3, 6–2           |
| Поразка   | 7.  | Лис 2011 | Турнір чемпіонок WTA, Bali                                 | Elite         | Тверде (i) | Ана Іванович            | 3–6, 0–6           |

### Парний розряд: 45 (28 титулів, 17 поразок)
| Легенда                       |
| ----------------------------- |
| Турніри Великого шолома (2–0) |
| WTA Elite Trophy (0–1)        |
| Premier M & Premier 5 (0–1)   |
| Premier (3–7)                 |
| WTA International (23–8)      |

| Фінали за покриттям |
| ------------------- |
| Тверде (10–9)       |
| Ґрунт (16–7)        |
| Трава (2–0)         |
| Килим (0–1)         |

| Результат | В-П | Дата     | Турнір                                         | Категорія     | Покриття      | Партнер                    | Опоненти                                  | Рахунок               |
| --------- | --- | -------- | ---------------------------------------------- | ------------- | ------------- | -------------------------- | ----------------------------------------- | --------------------- |
| Перемога  | 1.  | Бер 2001 | Abierto Mexicano TELCEL                        | Tier III      | Ґрунт         | Марія Хосе Мартінес Санчес | Вірхінія Руано Паскуаль Паола Суарес      | 6–4, 6–7(5–7), 7–5    |
| Перемога  | 2.  | Кві 2001 | Porto Open, Португалія                         | Tier IV       | Ґрунт         | Марія Хосе Мартінес Санчес | Александра Фусаї Ріта Гранде              | 6–1, 6–7(5–7), 7–5    |
| Перемога  | 3.  | Тра 2001 | Croatian Bol Ladies Open, Хорватія             | Tier III      | Ґрунт         | Марія Хосе Мартінес Санчес | Надія Петрова Тіна Писник                 | 7–5, 6–4              |
| Поразка   | 1.  | Лип 2001 | Palermo Ladies Open, Італія                    | Tier V        | Ґрунт         | Марія Хосе Мартінес Санчес | Татьяна Гарбін Жанетта Гусарова           | 6–4, 2–6, 4–6         |
| Перемога  | 4.  | Сер 2001 | Swiss Indoors                                  | Tier IV       | Ґрунт         | Марія Хосе Мартінес Санчес | Йоаннетта Крюгер Марта Марреро            | 7–6(7–5), 6–2         |
| Поразка   | 2.  | Лют 2004 | Copa Colsanitas, Колумбія                      | Tier III      | Ґрунт         | Аранча Парра Сантонха      | Ясмін Вер Барбара Шварц                   | 1–6, 3–6              |
| Перемога  | 5.  | Лип 2004 | Palermo Ladies Open (2)                        | Tier V        | Ґрунт         | Аранча Санчес Вікаріо      | Любомира Курхайцова Генрієта Надьова      | 6–3, 7–6              |
| Поразка   | 3.  | Січ 2005 | Hobart International, Австралія                | Tier V        | Тверде        | Дінара Сафіна              | Янь Цзи Чжен Цзє                          | 4–6, 5–7              |
| Поразка   | 4.  | Лют 2005 | Open GDF Suez, Франція                         | Tier II       | Килим (i)     | Дінара Сафіна              | Івета Бенешова Квета Пешке                | 2–6, 6–2, 2–6         |
| Поразка   | 5.  | Лют 2005 | Diamond Games, Бельгія                         | Tier II       | Тверде        | Дінара Сафіна              | Кара Блек Ельс Калленс                    | 6–3, 4–6, 4–6         |
| Поразка   | 6.  | Тра 2005 | Мастерс Рим                                    | Tier I        | Тверде        | Марія Кириленко            | Кара Блек Лізель Губер                    | 0–6, 6–4, 1–6         |
| Перемога  | 6.  | Чер 2005 | Rosmalen Grass Court Championships, Нідерланди | Tier III      | Трава         | Дінара Сафіна              | Івета Бенешова Нурія Льягостера Вівес     | 6–4, 2–6, 7–6(13–11)  |
| Перемога  | 7.  | Вер 2005 | Словенія Open                                  | Tier IV       | Тверде        | Роберта Вінчі              | Єлена Костанич-Тошич Катарина Среботнік   | 6–4, 5–7, 6–2         |
| Поразка   | 7.  | Тра 2006 | Warsaw Open, Польща                            | Tier II       | Ґрунт         | Катарина Среботнік         | Олена Лиховцева Анастасія Мискіна         | 3–6, 4–6              |
| Поразка   | 8.  | Січ 2007 | Hobart International (2)                       | Tier IV       | Тверде        | Вірхінія Руано Паскуаль    | Олена Лиховцева Олена Весніна             | 4–6, 5–7              |
| Поразка   | 9.  | Кві 2007 | Amelia Island Championships, US                | Tier II       | Ґрунт         | Вірхінія Руано Паскуаль    | Мара Сантанджело Катарина Среботнік       | 3–6, 6–7(4–7)         |
| Перемога  | 8.  | Лип 2007 | Nordea Nordic Light Open, Швеція               | Tier IV       | Тверде        | Вірхінія Руано Паскуаль    | Чжань Цзіньвей Лужанська Тетяна           | 6–1, 5–7, [10–6]      |
| Перемога  | 9.  | Січ 2008 | Hobart International (3)                       | Tier IV       | Тверде        | Вірхінія Руано Паскуаль    | Елені Даніліду Ясмін Вер                  | 6–2, 6–4              |
| Перемога  | 10. | Чер 2008 | Відкритий чемпіонат Франції з тенісу           | Grand Slam    | Ґрунт         | Вірхінія Руано Паскуаль    | Кейсі Деллаква Франческа Ск'явоне         | 2–6, 7–5, 6–4         |
| Поразка   | 10. | Чер 2008 | Rosmalen Open, Нідерланди                      | Tier III      | Ґрунт         | Вірхінія Руано Паскуаль    | Латіша Чжань Чжуан Цзяжун                 | 5–7, 2–6              |
| Перемога  | 11. | Лип 2008 | Словенія Open                                  | Tier IV       | Тверде        | Вірхінія Руано Паскуаль    | Віра Душевіна Катерина Макарова           | 6–4, 6–1              |
| Перемога  | 12. | Вер 2008 | China Open                                     | Tier II       | Тверде        | Каролін Возняцкі           | Хань Сіньюнь Сюй Їфань                    | 6–1, 6–3              |
| Поразка   | 11. | Кві 2009 | Andalucia Tennis Experience, Іспанія           | International | Ґрунт         | Вірхінія Руано Паскуаль    | Клаудія Янс-Ігначик Аліція Росольська     | 3–6, 3–6              |
| Перемога  | 13. | Чер 2009 | French Open                                    | Grand Slam    | Ґрунт         | Вірхінія Руано Паскуаль    | Вікторія Азаренко Олена Весніна           | 6–1, 6–1              |
| Перемога  | 14. | Тра 2010 | Марокко Open                                   | International | Ґрунт         | Івета Бенешова             | Луціє Градецька Рената Ворачова           | 6–3, 6–1              |
| Перемога  | 15. | Тра 2010 | Португалія Open                                | International | Ґрунт         | Сорана Кирстя              | Віталія Дяченко Орелі Веді                | 6–1, 7–5              |
| Поразка   | 12. | Лип 2010 | Budapest Grand Prix, Угорщина                  | International | Ґрунт         | Сорана Кирстя              | Тімеа Бачинскі Татьяна Гарбін             | 3–6, 3–6              |
| Перемога  | 16. | Лип 2010 | Gastein Ladies, Австрія                        | International | Ґрунт         | Луціє Градецька            | Тімеа Бачинскі Татьяна Гарбін             | 6–7(2–7), 6–1, [10–5] |
| Перемога  | 17. | Лют 2011 | Copa Colsanitas, Колумбія                      | International | Ґрунт         | Едіна Галловіц-Халл        | Шерон Фічмен Лаура Поус Тіо               | 2–6, 7–6(8–6), [11–9] |
| Перемога  | 18. | Лип 2011 | Budapest Grand Prix (2)                        | International | Ґрунт         | Аліція Росольська          | Наталі Грандін Владіміра Угліржова        | 6–2, 6–2              |
| Поразка   | 13. | Кві 2012 | Charleston Open, US                            | Premier       | Тверде        | Ярослава Шведова           | Анастасія Павлюченкова Луціє Шафарова     | 7–5, 4–6, [6–10]      |
| Перемога  | 19. | Бер 2013 | Brasil Tennis Cup                              | International | Тверде        | Ярослава Шведова           | Енн Кеотавонг Валерія Савіних             | 6–0, 6–4              |
| Перемога  | 20. | Чер 2013 | Rosmalen Open, Нідерланди (2)                  | International | Трава         | Ірина-Камелія Бегу         | Домініка Цібулкова Аранча Парра Сантонха  | 4–6, 7–6(7–3), [11–9] |
| Перемога  | 21. | Лип 2013 | Swedish Open                                   | International | Ґрунт         | Клара Коукалова            | Александра Дулгеру Флавія Пеннетта        | 6–1, 6–4              |
| Поразка   | 14. | Сер 2013 | New Haven Open, US                             | Premier       | Тверде        | Катарина Среботнік         | Саня Мірза Чжен Цзє                       | 3–6, 4–6              |
| Перемога  | 22. | Лют 2014 | Brasil Tennis Cup (2)                          | International | Тверде        | Ярослава Шведова           | Франческа Ск'явоне Сільвія Солер Еспіноза | 7–6(7–1), 2–6, [10–3] |
| Перемога  | 23. | Кві 2014 | Charleston Cup, US                             | Premier       | Ґрунт (green) | Ярослава Шведова           | Чжань Хаоцін Чжань Юнжань                 | 7–6(7–4), 6–2         |
| Перемога  | 24. | Лют 2015 | Antwerp Open, Бельгія (2)                      | Premier       | Тверде (i)    | Аранча Парра Сантонха      | Ан-Софі Месташ Алісон ван Ейтванк         | 6–4, 3–6, [10–5]      |
| Перемога  | 25. | Тра 2015 | Nuremberg Cup, Німеччина                       | International | Ґрунт         | Чжань Хаоцін               | Лара Арруабаррена Ралука Олару            | 6–4, 7–6(7–5)         |
| Поразка   | 15. | Сер 2015 | Silicon Valley Classic, US                     | Premier       | Тверде        | Аранча Парра Сантонха      | Сюй Їфань Чжен Сайсай                     | 1–6, 3–6              |
| Поразка   | 16. | Жов 2015 | BGL Luxembourg Open                            | International | Тверде (i)    | Аранча Парра Сантонха      | Мона Бартель Лаура Зігемунд               | 2–6, 6–7(2–7)         |
| Поразка   | 17. | Лис 2015 | WTA Elite Trophy, Zhuhai                       | Elite         | Тверде (i)    | Аранча Парра Сантонха      | Лян Чень Ван Яфань                        | 4–6, 3–6              |
| Перемога  | 26. | Лют 2016 | Mexican Open (2)                               | International | Тверде        | Аранча Парра Сантонха      | Кікі Бертенс Юганна Ларссон               | 6–0, 6–4              |
| Перемога  | 27. | Бер 2016 | Monterrey Open, US                             | International | Тверде        | Аранча Парра Сантонха      | Петра Мартич Марія Санчес                 | 4–6, 7–5, [10–7]      |
| Перемога  | 28. | Тра 2016 | Internationaux de Strasbourg, Франція          | International | Ґрунт         | Аранча Парра Сантонха      | Марія Ірігоєн Лян Чень                    | 6–2, 6–0              |